# Viola arguta
Viola arguta Humb. & Bonpl. ex Schult. – gatunek roślin z rodziny fiołkowatych (Violaceae). Występuje naturalnie w Kolumbii, Ekwadorze oraz Peru. 

## Morfologia
PokrójBylina przybierająca formę krzewu.
LiścieBlaszka liściowa ma owalny kształt. Mierzy 1,5–4,5 cm długości oraz 0,7–2,2 cm szerokości, jest karbowana na brzegu, ma sercowatą nasadę i ostry wierzchołek. Przylistki są błoniaste. Ogonek liściowy jest nagii.
KwiatyPojedyncze, wyrastające z kątów pędów. Mają działki kielicha o lancetowatym kształcie. Płatki są odwrotnie jajowate i mają czerwoną barwę, płatek przedni jest wyposażony w obłą ostrogę.